# تپه کانی اشکوت ۲
تپه کانی اشکوت ۲ مربوط به هزاره اول (پیش از میلاد) است و در شهرستان پیرانشهر، بخش لاجان، دهستان لاهیجان شرقی، روستای کانی اشکوت واقع شده است. این اثر در تاریخ ۳۰ دی ۱۳۸۵ با شمارهٔ ثبت ۱۶۸۸۰ به عنوان یکی از آثار ملی ایران به ثبت رسیده است.